# William Chan
William Chan Wai-Ting (Hong Kong; 21 de noviembre de 1985) es un cantante y actor hongkonés.

## Biografía
Su familia es originaria de Yunfu, Guangdong, China.
Es buen amigo del actor Li Yifeng.

## Carrera
En el 2003, participó en los Premios "New Talent Singing Awards" y "Won several awards". Luego firmó contrato con "Entertainment Group". Comenzó su carrera como cantante uniéndose a un grupo de música cantopo llamado Sun Boy'z en el 2006 y abandonó al grupo en 2008, para seguir su carrera en solitario, lanzando su álbum debut como solista ese mismo año. 
Desde entonces, ha publicado un total de 6 álbumes y ha participado en más de 10 películas.

## Discografía

### Álbumes
| Año  | Título             | Título en chino |
| ---- | ------------------ | --------------- |
| 2008 | Will Power         |                 |
| 2009 | War-ri-or          | 战士            |
| 2010 | Do You Wanna Dance |                 |
| 2010 | Heads or Tails     |                 |
| 2011 | WOW                |                 |
| 2012 | Pop It Up          |                 |

### Singles
| Año  | Canción                     | Álbum           | Notas |
| ---- | --------------------------- | --------------- | ----- |
| 2015 | Waiting Silently (无言守候) | OST de The Four |       |

### Otros
| Año  | Canción                          | Álbum                                                      | Notas |
| ---- | -------------------------------- | ---------------------------------------------------------- | --- |
| 2020 | Believe That Love Will Win       |                                                            | junto a otros artistas - (versión en cantonés) (canción de apoyo para las personas que está luchando contra el coronavirus) |
| 2020 | 战疫                             | Lanzado por China Federation of Literary & Art Circles     | (Canción y mensajes para apoyar a quienes luchan contra el coronavirus) - junto a otros artistas                            |
| 2020 | Wild Wolf Disco - New Year Disco | Interpretación durante el "CCTV Spring Festival Gala 2020" | junto a Lay y 宝石Gem |

## Filmografía

### Películas
| Año  | Título                                  | Título en chino  | personaje           |
| ---- | --------------------------------------- | ---------------- | ------------------- |
| 2009 | Overheard                               | 窃听风云         | 祖                  |
| 2009 | Seven 2 One                             | 关人7事          | William             |
| 2009 | Trick or Cheat                          | 爱出猫           | 薛君辉              |
| 2009 | Split Second Murders                    | 死神傻了         | 可乐                |
| 2010 | Beauty on Duty                          | 美丽密令         | 秦朗                |
| 2010 | Ex                                      | 前度             | 陈均平              |
| 2010 | Lover's Discourse                       | 恋人絮语         | 年轻阿宝            |
| 2010 | All About Love                          | 得闲炒饭         | Mike                |
| 2011 | Hi, Fidelity                            | 出轨的女人       | Bill/Ben            |
| 2011 | East Meets West 2011                    | 东成西就2011     |                     |
| 2011 | Lost in Wrestling                       | 五行攻略         | 若男                |
| 2012 | Lives in Flames                         | 起势摇滚         |                     |
| 2012 | Triad                                   | 扎职             | 阿霆                |
| 2013 | Hardcore Comedy                         | 重口味之毒菇求爱 | 阿杰                |
| 2014 | As the Light Goes Out                   | 救火英雄         | 张文健              |
| 2014 | Golden Brother                          | 男人不可以穷     | 薛可勇              |
| 2018 | The Bombing                             | 大轰炸           | Cheng Ting          |
| 2018 | Genghis Khan                            | 战神纪           | Gengis Kan, Temüjin |
| 2020 | L.O.R.D: Legend of Ravaging Dynasties 2 |                  |                     |

### Televisión
| Año    | Título                  | Título en chino | Personaje                  |
| ------ | ----------------------- | --------------- | -------------------------- |
| 2014   | The Four                | 少年四大名捕    | Zhui Ming, "Chaser" (追命) |
| 2014   | Swords of Legends       | 古剑奇谭        | 陵越                       |
| 2015   | Legend of Fragrance     | 活色生香        | 安逸尘/文世倾              |
| 2020 - | Novoland: Pearl Eclipse | 九州·斛珠夫人   | Fang Zhu / Fang Jianming   |

### Apariciones en programas
| Año             | Programa             | Notas                        |
| --------------- | -------------------- | ---------------------------- |
| 2020            | Fourtry              |                              |
| 2019            | Chase Me             | miembro                      |
| 2016, 2019      | Ace vs Ace           | (ep. #1.11, 4.10) - invitado |
| 2014-2017, 2019 | Happy Camp           | 10 episodios - invitado      |
| 2018            | Hot Blood Dance Crew | mentor de baile              |
| 2017            | Keep Running         | (ep. #5.02) - invitado       |

### Endosos/Anuncios
| Año   | Marca                                            | Notas                                    |
| ----- | ------------------------------------------------ | ---------------------------------------- |
| 2021  | 21st Meet In Beijing International Arts Festival | Oficial promocional                      |
| 2020- | Vaseline Bodycare                                | Embajadora en la región de Asia Pacífico |
| 2020- | GNC                                              | portavoz en la región de la Gran China   |
| 2019  | Celsius Energy Drinks                            | portavoz                                 |
| 2019  | Sensodyne                                        | embajador                                |

### Eventos
| Año  | Título                                 | Notas |
| ---- | -------------------------------------- | ----- |
| 2020 | CCTV Spring Festival Gala 2020         |       |
| 2019 | Jiangsu TV - New Year’s Eve Gala       |       |
| 2019 | Vogue China - Annual Fashion Film Gala |       |

### Sesiones fotográficas
| Año  | Marca                                           | Notas |
| ---- | ----------------------------------------------- | ----- |
| 2019 | Aftermaths x WILLIAMISM Snowboarding Collection |       |

## Premios y nominaciones
| Año  | Categoría                           | Premio                   | Series            | Resultado |
| ---- | ----------------------------------- | ------------------------ | ----------------- | --------- |
| 2014 | Most Popular All-Rounded Artist     | 6th China TV Drama Award | Swords of Legends | Ganó      |
| 2014 | Most Anticipated Actor by the Media | 6th China TV Drama Award | Swords of Legends | Ganó      |
| 2014 | Audience's Favorite Actress         | 13th Huading Award       | Swords of Legends | Ganó      |
| 2014 | Most Popular Actor                  | iQiyi All-Star Carnival  | Swords of Legends | Ganó      |